# Alain Gilles

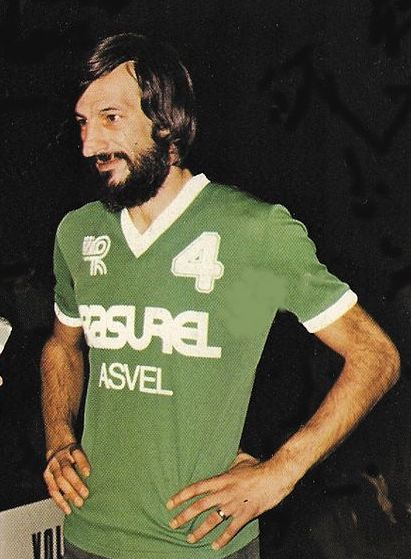
Alain Gilles (1980)

Alain Gilles (* 5. Mai 1945 in Roanne; † 18. November 2014 in Montpellier) war ein französischer Basketballspieler und -trainer.

## Laufbahn
Er begann seine Basketballlaufbahn im Alter von 15 Jahren bei Chorale de Roanne. Mit der Mannschaft trat er von 1961 bis 1965 in der ersten Liga Frankreichs an.
Von 1965 bis 1984 sowie in der Saison 1985/86 trug der Spielmacher die Farben von ASVEL Lyon-Villeurbanne (ab 1980 als Spielertrainer) und wurde achtmal französischer Meister (1966, 1968, 1969, 1971, 1972, 1975, 1977, 1981) sowie zweimal französischer Pokalsieger (1965, 1967). In der Saison 1970/71 war er mit 25,5 Punkten je Begegnung bester einheimischer Korbschütze der französischen Liga. 1964, 1965, 1967, 1968, 1969, 1971, 1972 und 1975 wurde er als bester französischer Spieler der Liga ausgezeichnet. Ein Angebot von Real Madrid, das er während seiner Karriere erhielt, nahm er nicht war.
Gilles bestritt 160 Länderspiele, in denen er insgesamt 2282 Punkte erzielte. 1963 nahm er an der Weltmeisterschaft teil, 1963, 1965, 1967, 1971 und 1977 an Europameisterschaften.
Von 1980 bis 1989 betreute er ASVEL Lyon-Villeurbanne als (Spieler-)Trainer, unter seiner Leitung gewann die Mannschaft 1981 den Meistertitel und wurde 1985 sowie 1986 Vizemeister. 1983 stand er als Spielertrainer mit ASVEL im Endspiel des Europokals der Pokalsieger, dort musste man sich US Scavolini Victoria Libertas aus Italien beugen. Von 1990 bis 1993 trainierte Gilles Montpellier.
Gilles, der den Spitznamen Monsieur Basket trug, war Ritter der Ehrenlegion, ihm wurden ebenfalls die Auszeichnungen Ordre national du mérite, Gloire du Sport sowie die Verdienstmedaille des französischen Basketballverbandes in Gold verliehen. Ein Ausschuss aus Spielern, Trainern und Medienvertretern wählte ihn zu Frankreichs bestem Basketballspieler des 20. Jahrhunderts. 2015 wurde in Villeurbanne nahe der ehemaligen Spielstätte ASVELs die U-Bahnhaltestelle Flachet in Flachet-Alain Gilles umbenannt.
Der französische Basketballverband stiftete 2015 die Alain-Gilles-Trophäe als Auszeichnung für die französische Basketballspielerin des Jahres und den französischen Basketballspieler des Jahres.